# Eros Francescangeli
Eros Francescangeli (Verona, 31 marzo 1967) è uno storico italiano.

## Biografia
Laureatosi a Perugia nel 1996 con una tesi sugli Arditi del Popolo (formazioni di difesa proletaria che sono state alle origini dell'antifascismo specialmente negli anni 1921-1922), ha completato il corso di perfezionamento sui problemi e i metodi della ricerca storica al Dipartimento di Storia dell'Università di Firenze ed è pervenuto al titolo di dottore in ricerca presso l'Università di Parma.
In particolare ha approfondito l'elaborazione digitale di testi e documenti nonché la progettazione e la realizzazione di opere multimediali in campo storico-umanistico.
È iscritto dal 1999 all'Albo dei formatori per docenti di discipline riguardanti la storia contemporanea, con particolare riferimento al rapporto tra internet e studi storici. Tiene corsi di perfezionamento al personale docente della società delegata dalla regione Umbria alla formazione professionale post laurea dei docenti.
Nel 2001 ha vinto il concorso per il Dottorato di ricerca in storia (XV ciclo) all'Università degli studi di Parma, ateneo nel quale, oltre all'attività didattica si occupa dell'approfondimento di settori storici riguardanti il fascismo e le varie correnti del comunismo in Italia.
È stato revisore delle carte relative all'Umbria e collaboratore alla redazione del volume, edito dall'Istituto nazionale per la storia del Movimento di Liberazione in Italia, Atlante storico della Resistenza italiana, curato da Luca Baldissara e pubblicato da Bruno Mondadori nel 2000.
Collabora inoltre con il Centro Studi Pietro Tresso (CSPT), l'Istituto per la Storia dell'Umbria contemporanea (ISUC), l'Istituto nazionale per la storia del movimento di liberazione in Italia Ferruccio Parri (INSMLI), l'Istituto romano per la storia d'Italia dal fascismo alla Resistenza (IRSIFAR), l'Istituto storico della Resistenza e dell'età contemporanea di Parma (ISRECO Parma), collaboratore di Storia XXI Secolo,(portale dei siti di storia italiana) e del Progetto MURST per la realizzazione di un dizionario biografico degli anarchici di lingua italiana.
Ha collaborato con propri articoli al bimestrale Praxis e al settimanale Il Sabato, inserto culturale del quotidiano Corriere dell'Umbria. Collabora a siti web e a riviste di storia contemporanea, ed è tra i principali fondatori e coordinatori di «Zapruder» fondata nel 2003, rivista quadrimestrale di storia del conflitto sociale, con cui collaborano oltre trecento storici italiani fra i quali molti accademici come Luigi Cortesi, Cesare Bermani, Gianpasquale Santomassimo e Alessandro Portelli. Francescangeli è stato anche coordinatore della redazione. 
Da alcuni suoi lavori come da quelli di Claudia Salaris vi è una rivisitazione storica, sotto una luce diversa da quella per lungo tempo presentata, della vicenda Fiumana.

## Opere
- Arditi del popolo - Argo Secondari e la prima organizzazione antifascista (1917-1922), Roma, Odradek Edizioni, 2000 - ISBN 8886973152
- Questioni di forza. Studi e riflessioni sull'analisi di militarismo e fascismo e sull'azione antimilitarista e antifascista del movimento operaio italiano, Morlacchi, 2005 - ISBN 8889422637
- L'incudine e il martello. Aspetti pubblici e privati del trockismo italiano tra antifascismo e antistatalismo (1929-1939), Morlacchi, 2005 - ISBN 8889422602
- Origini, fisionomia e diffusione territoriale del primo movimento antifascista: gli Arditi del Popolo, in Annali della Facoltà di Lettere e Filosofia; 2. Studi storico-antropologici, n.s. vol. XVII-XVIII, 1993/94-1994/95, tomo II, maggio 1997
- La meteora antifascista - Profilo politico-sociale e rilevanza nazionale degli Arditi del popolo, in "Archivi e Storia", nn. 15-16, 2001
- Le origini dell'antifascismo italiano: per un profilo identitario (1920-1924), in Giornale di storia contemporanea